# 白山神社 (多治見市白山町)
白山神社（はくさんじんじゃ）は、岐阜県多治見市白山町にある神社。白山神社の一つである。
金幣社であり、多治見市金幣三社（新羅神社・本土神社・白山神社）の一つである。

## 概要
創建時期は不詳。
1972年（昭和47年）4月、放火により社殿等を焼失したが、1974年（昭和49年）に再建（鉄筋コンクリート造）。白山比咩神社から分霊を奉迎し、同年10月7日に再建遷宮宮祭を行った。1986年（昭和61年）に岐阜県神社庁より金幣社に指定される。
境内からは石器（石鏃、石錐、石匙、石錘など）、縄文土器（縄文時代前期）、弥生土器（弥生時代中期）、山茶碗（鎌倉時代）、ビカリエラの化石（縄文時代に装飾品として使用されたと推測）が見つかっており、白山神社遺跡となっている。

## 祭神
- 菊理媛命[3]
- 伊弉諾命[3]
- 伊弉冉尊[3]

## 末社・分祀
- 金比羅宮[3]
- 大国主命[3]
- 事代主[3]
- 秋葉大明神[3]
- 稲荷大明神[3]
- 津島神社[3]
- 伊勢皇大神宮[3]
- 北野天満宮[3]
- 祖霊社[3]

## 交通アクセス
- 中央本線多治見駅より徒歩約5分